# HD 14213
HD 14213 — белая звезда главной последовательности, находящаяся в созвездии Андромеда на расстоянии приблизительно 457,54 св. лет от Земли. По состоянию на 2007 год, радиус звезды оценивается в 3,79 солнечного радиуса. Исходя из отрицательной радиальной скорости, звезда приближается к Солнцу. Планет у HD 14213 обнаружено не было. Звезда видима невооружённым глазом на ночном небе.